# Воно (фільм, 2017)
«Воно» (англ. It) — американський драматичний фільм жахів, знятий Андресом Мускетті за однойменним романом Стівена Кінга. Прем'єра стрічки в Україні відбулася 7 вересня 2017 року. Фільм розповідає про сімох дітей, яких тероризує невідома істота, що черпає силу зі страху, ненависті і розчарування. Українською фільм дубльовано студією «Постмодерн».

## Сюжет
Восени 1988 року в містечку Деррі підліток Білл Денбро виготовляє для свого меншого брата Джорджі паперовий кораблик. Він не може піти з Джорджі запустити кораблик у плавання, позаяк хворий, тож брат іде на вулицю в зливу сам. Потік несе кораблик у дренаж, намагаючись дістати іграшку, Джорджі бачить у дренажі клоуна. Завівши розмову, клоун представляється Пеннівайзом, цирк якого змило зливою, і, приспавши увагу хлопчика, відкушує йому руку й затягує під землю.
Напередодні літніх канікул 1989 Білл і його друзі Річі Тозієр, Едді Каспбрак і Стенлі Уріс стають жертвами глузувань місцевого хулігана Генрі. Тим часом з дівчини Беверлі Марш насміхаються однолітки, називаючи шльондрою, а вона знайомиться з новачком Беном. Білл переймається зникненням брата, та батько радить забути про Джорджі — він мертвий і його не повернути. Темношкірий підліток Майк, який не хоче іти шляхом свого діда і  працювати на бійні, бачить злого клоуна та жахливе видіння, подібне на смерть його батьків у пожежі.
Білл переконує своїх друзів вирушити на пустир — єдине місце, куди вода могла винести Джорджі. Бен цікавиться історією Деррі та виявляє, що там кожні 27 років повторюються масові загибелі та зникнення дітей. Після цього він бачить безголового мерця, а після на нього нападає Генрі Бауерс - місцевий хуліган. Бенові вдається втекти, і він зустрічає Білла з його друзями. Шукаючи Бена, один з хуліганів заходить у дренаж, де його вбиває клоун. Білл з компанією приходять до аптеки за ліками для Бена і стикаються з Беверлі. Дівчина приходить додому, де її домагається батько, після чого обстригає волосся, щоб не бути привабливою для нього. Вона вирушає до озера, де в цей час купаються Білл, Річі, Едді, Стенлі й Бен. Останній розповідає про незвичайно високу кількість смертей у Деррі.
Збентежений цим Едді дорогою додому бачить потворного прокаженого, що перетворюється на Пеннівайза. Беверлі ж чує дитячі голоси з умивальника і звідти б'є фонтан крові, якої батько не бачить. Білл ввижається зниклий брат з Пеннівайзом, а Стенлі — жахлива жінка. Беверлі викликає своїх нових друзів додому, де вони також бачать кров. Підлітки зізнаються одне одному, що кожен спостерігав щось жахливе і непоясненне. Генрі та його банда знущаються з Майка, та на допомогу приходять Білл з друзями, відганяючи хуліганів камінням. Майк припускає, що невідоме зло набуває вигляду того, чого кожен найбільше боїться. Істоту, що стоїть за цим, домовляються називати просто Воно.
Назвавшись «клубом невдах», підлітки переглядають діафільм про історію Деррі. З нього стає зрозуміло, що Воно ховається в колодязі під старим будинком. Раптом слайди починають змінюватися самі по собі і на екрані виникає Пеннівайз. Клоун сходить із зображення, але сонячне світло змушує його зникнути. Друзі вирішують піти до покинутого будинку, щоб здолати істоту. Пеннівайз лякає підлітків, змушуючи їх розділитися. Едді провалюється крізь гнилу підлогу і ламає руку, в той час як Пеннівайз глузує з Білла, нагадуючи про Джорджі. Беверлі проштрикує клоуну голову прутом, змушуючи істоту відступити. Нажахані підлітки тікають з будинку. Едді знаходить мати й забирає від «поганої компанії». Друзі винять у тому, що вони пережили, Білла і «клуб невдах» розпадається.
Батько Генрі грубо сварить його на очах товаришів, після чого хуліган отримує посилку з ножем від Пеннівайза. Підмовлений клоуном з телевізора, він вбиває батька і тікає з дому. Беверлі відбивається від домагань батька, який підозрює її в розпусті. Та після цього до неї прибуває Пеннівайз і викрадає дівчину. Білл, проїжджаючи повз, відчуває лихо та розуміє, що Воно забрало Беверлі. «Клуб невдах» збирається знову аби повернути її. Едді наважується не погодитися з матір'ю та йде до друзів. Разом вони повертаються до будинку та спускаються в колодязь.
Беверлі отямлюється, її схоплює Воно, але дівчина не боїться істоти. Залишеного на сторожі Майка намагається вбити Генрі, але той скидає хулігана до колодязя. «Невдахи» знаходять лігво істоти у вигляді занедбаного цирку, в якому літають трупи зниклих дітей. Пеннівайз кусає Стенлі, решта рятують його і повертають Беверлі, котра в присутності друзів отямлюється. Білл бачить Джорджі та йде за ним, але усвідомлює, що це пастка. Клоун бере Білла в заручники, пропонуючи пощадити інших, якщо вони дозволять віддати Білла йому на поживу. Білл просить друзів послухатися, але вони відмовляються і атакують істоту. Воно перетворюється на страх кожного, однак не може подолати всіх разом і тікає в підземні глибини. Білл знаходить куртку брата й змирюється з його загибеллю.
Наприкінці літа Беверлі розповідає про своє видіння, де «клуб невдах» уже дорослими боролися з Пеннівайзом. Друзі клянуться зібратися разом знову, якщо Воно повернеться. Стенлі, Едді, Річі, Майк і Бен йдуть. Беверлі каже Біллу, що вирушить жити зі своєю тіткою до Портленду.

## У ролях
- Білл Скашгорд — Клоун Пеннівайз (Воно) / Боб Грей
- Джейден Ліберер — Білл Денбро
- Джеремі Рей Тейлор — Бен Генском
- Софія Лілліс — Беверлі Марш
- Фінн Вулфгард — Річі Тозієр
- Джек Ділан Грейзер — Едді Каспбрак
- Чоузен Джейкобс — Майк Генлон
- Ваятт Олефф — Стенлі Уріс
- Джексон Роберт Скотт — Джорджі Денбро
- Хав'єр Ботет — прокажений
- Оуен Тіг — Патрік Хокштеттер

## Український дубляж
- Переклад: Олег Колесніков
- Режисер: Катерина Брайковська
- Звукорежисер: Антон Семикопенко
- Звукорежисер перезапису: Микита Будаш
- Ролі дублювали:
  - Володимир Машук
  - Арсен Шавлюк
  - Віктор Григор’єв
  - Дмитро Озленко
  - Антоніна Якушева
  - Микита Тишкевич
  - Михайло Кришталь
  - Андрій Мостренко
  - Генріх Малащинський
  - Павло Лі та інші.
- Дубльовано студією Postmodern на замовлення Кіноманія.[3]

## Виробництво
Знімання фільму почали 27 червня 2016 року і закінчили 6 вересня того ж року.

## Сприйняття

### Оцінки і критика
Від кінокритиків фільм отримав схвальні відгуки: Rotten Tomatoes дав оцінку 90 % на основі 167 відгуків від критиків (середня оцінка 7,2/10). Загалом на сайті фільм має схвальні оцінки, фільму зарахований «стиглий помідор» від фахівців, Metacritic — 71/100 на основі 45 відгуків критиків. Загалом на цьому ресурсі від фахівців фільм отримав схвальні відгуки.
Від пересічних глядачів фільм теж отримав схвальні відгуки: на Rotten Tomatoes 92 % зі середньою оцінкою 4,5/5 (27 612 голосів), фільму зарахований «попкорн», на Metacritic — 7,6/10 на основі 30 голосів, Internet Movie Database — 8,4/10 (10 758 голосів).

### Касові збори
Під час показу у США, що розпочався 8 вересня 2017 року, протягом першого тижня фільм показали у 4 103 кінотеатрах і він зібрав 123 403 420$, що на той час дозволило йому зайняти 1 місце серед усіх прем'єр. Станом на 18 вересня 2017 року показ фільму триває 11 днів (1,6 тижня), зібравши у прокаті в США 223 021 918 доларів США, а у решті світу 153 500 000 $ (за іншими даними 152 483 651 $), тобто загалом 376 521 918 $ (за іншими даними 375 505 569 $) при бюджеті 35 млн доларів США.